# Баина Баща
Баина Баща (на сръбски: Бајина Башта) е град в Западна Сърбия, Златиборски окръг. Административен център е на община Баина Баща. Според Статистическа служба на Сърбия към 31 декември 2011 г. градът има 9148 жители.
През Втората световна война градът е в състава на т.нар. Ужичка република.